# Pedro de Ribadeo
Pedro de Ribadeo fue un orfebre español nacido en la segunda mitad del siglo XV y afincado en Valladolid. Realizó diferentes labores de platería entre los últimos años del siglo XV y 1528. Fue el creador de la cruz de la Colegiata de Osuna y las de Vertavillo, Camporredondo, Mucientes y Pesquera de Duero, siendo esta última su obra de estilo más evolucionado. También se le atribuye un magnífico cáliz de principios del siglo XVI que se conserva en la Colegiata de Osuna.

## Obra

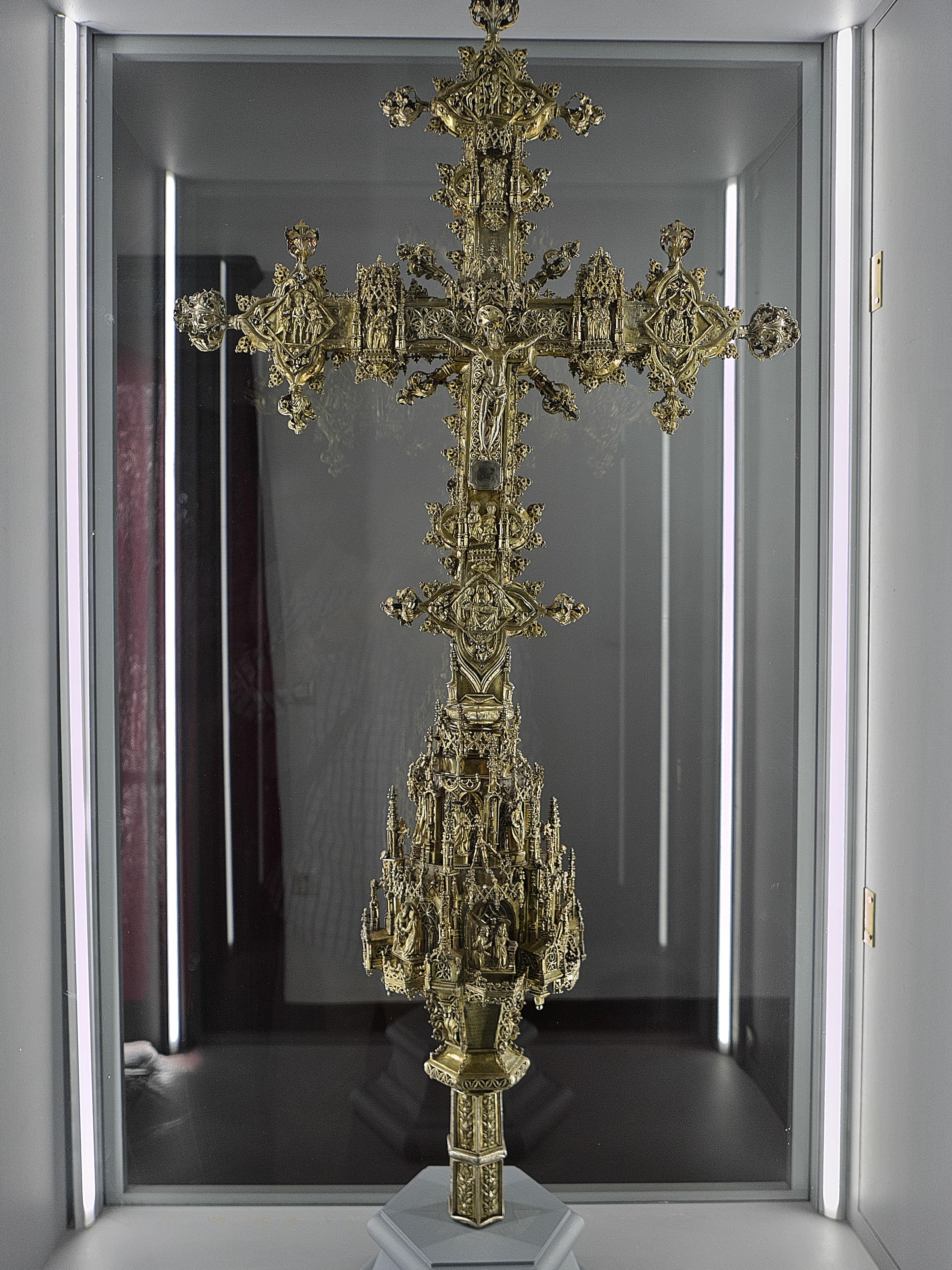
Cruz procesional de la Colegiata de Osuna (Sevilla). Es de estilo gótico flamígero y presenta un extenso y preciso programa iconográfico.

- Cruz de plata sobredorada de Pesquera de Duero que se conserva en el Museo de Arte Sacro de Peñafiel. Está datada en los primeros años del siglo XVI y cuenta con sello del marcador Audinete (T/AVd).[2]
- Pila de agua bendita del Museo Lázaro Galdiano de Madrid. Se trata de un relieve de plata de 40x19 cm en el que se representa a la Virgen María con el Niño.
- Cruz de la Colegiata de Osuna (Sevilla).[2] Fue donada a esta institución por Juan Téllez-Girón, el Santo (IV Conde de Ureña) en 1535.[3]
- Cruz de Vertavillo (provincia de Palencia).
- Cruz de Mucientes (provincia de Valladolid).
- Cruz procesional de Membibre de la Hoz (provincia de Segovia), pertenece a la iglesia parroquial de san Martín de Tours.
- Cáliz de plata sobredorada de la Iglesia de Nuestra Señora de la Asunción de Laguna de Duero (Valladolid). Esta pieza cuenta con una base muy ancha y relieves de bustos de los apóstoles.